# 森功
森 功（もり いさお、1961年 - ）は、日本のノンフィクションライター。

## 経歴
福岡県北九州市生まれ。福岡県立東筑高等学校を経て岡山大学文学部卒。伊勢新聞社、テーミス社、『週刊新潮』編集部などを経て、2003年（平成15年）にフリーランスのノンフィクション作家へ転進した。2008年の「ヤメ検」と2009年の「同和と銀行」（ともに月刊現代）の両記事で2年連続「編集者が選ぶ雑誌ジャーナリズム賞作品賞」受賞。
2009年「同和と銀行」（単行本）で第41回大宅壮一ノンフィクション賞候補、2011年「泥のカネ」で第33回講談社ノンフィクション賞候補、2012年の『なぜ院長は「逃亡犯」にされたのか 見捨てられた原発直下「双葉病院」恐怖の7日間』で、第11回新潮ドキュメント賞候補、第44回大宅壮一ノンフィクション賞候補。2018年、『悪だくみ 「加計学園」の悲願を叶えた総理の欺瞞』で大宅壮一メモリアル日本ノンフィクション大賞受賞。2021年制作のドキュメンタリー映画『パンケーキを毒見する』にインタビュー出演。

## 著書
- 黒い看護婦（2004年11月 新潮社 / 2007年6月 新潮文庫）
- サラリーマン政商 宮内義彦の光と影（2007年7月 講談社）
- ヤメ検 司法エリートが利欲に転ぶとき（2008年9月 新潮社 / 2010年12月 新潮文庫）
- 許永中 日本の闇を背負い続けた男（2008年12月 講談社 / 2010年10月 講談社プラスアルファ文庫）
- 血税空港 本日も遠く高く不便な空の便（2009年5月 幻冬舎新書）
- 同和と銀行 三菱東京UFJ“汚れ役”の黒い回顧録（2009年9月 講談社 / 2010年9月 講談社プラスアルファ文庫）
- 腐った翼 JAL消滅への60年（2010年6月 幻冬舎 / 2016年4月 講談社プラスアルファ文庫）
- 泥のカネ 裏金王・水谷功と権力者の饗宴（2011年4月 文藝春秋 / 2013年10月 文春文庫）
- 狡猾の人 防衛省を食い物にした小物高級官僚の大罪（2011年12月 幻冬舎）
- なぜ院長は「逃亡犯」にされたのか 見捨てられた原発直下「双葉病院」恐怖の7日間（2012年3月 講談社）
- 大阪府警暴力団担当刑事―「祝井十吾」の事件簿（2013年2月 講談社）
- 平成経済事件の怪物たち（2013年12月 文春新書）
- 紛争解決人 世界の果てでテロリストと闘う（2015年2月 幻冬舎 / 2016年9月 幻冬舎文庫）
- 現代日本9の暗闇 政治・経済・社会事件に蠢く道化と傀儡師（2015年4月 廣済堂新書）
- 日本を壊す政商 パソナ南部靖之の政・官・芸能人脈（2015年11月 文藝春秋）
- 『総理の影 菅義偉の正体』小学館、2016年8月24日。ISBN 978-4093798914。
  - 『菅義偉の正体』小学館〈小学館新書〉、2021年2月6日。ISBN 978-4098253920。
- 日本の暗黒事件（2017年6月 新潮新書）
- 高倉健 七つの顔を隠し続けた男（2017年8月 講談社）
- 『悪だくみ 「加計学園」の悲願を叶えた総理の欺瞞』文藝春秋、2017年12月15日。ISBN 978-4163907833。
  - 『悪だくみ 「加計学園」の悲願を叶えた総理の欺瞞』文藝春秋〈文春文庫〉、2019年6月6日。ISBN 978-4167913045。
- 地面師―他人の土地を売り飛ばす闇の詐欺集団（2018年12月 講談社／2022年9月講談社文庫）
- 『官邸官僚ー安倍一強を支えた側近政治の罪』文藝春秋、2019年5月30日。ISBN 978-4-16-391027-7。
- ならずもの 井上雅博伝 ー ヤフーを作った男（2020年5月　講談社）
- 鬼才 伝説の編集人 齋藤十一（2021年1月　幻冬舎）
- 墜落「官邸一強支配」はなぜ崩れたのか（2021年9月　文藝春秋）
- バブルの王様  森下安道 日本を操った地下金融（2022年11月　小学館）
- 『国商 最後のフィクサー葛西敬之』講談社、2022年12月14日。ISBN 978-4065241271。

## 映像化作品
テレビドラマ
- 黒い看護婦（2015年2月13日、フジテレビ系「赤と黒のゲキジョー」枠で放送、主演：大竹しのぶ）

## 出演
テレビ番組
- ワイド!スクランブル（テレビ朝日、不定期）

ウェブ番組
- ビデオニュース・ドットコム（2021年9月25日）
- 郷原信郎の「日本の権力を斬る!」（YouTube、2023年3月19日）
- デモクラシータイムス（YouTube、2023年7月28日）

ラジオ
- 福井謙二 グッモニ（文化放送）水曜日コメンテーター
- くにまるジャパン 極（文化放送）金曜日コメンテーター
- 大竹まこと ゴールデンラジオ!（文化放送、2017年9月6日）